# Faldende fare
Faldende fare er navnet på Hels tærskel ind til hendes sal. Har den egenskab at den hæver sig, når nogen træder ind i salen, således vedkommende falder.
| Nordisk mytologi | Spire Denne artikel om nordisk religion og mytologi er en spire som bør udbygges. Du er velkommen til at hjælpe Wikipedia ved at udvide den. |